# FIFA 17
FIFA 17 è un videogioco di calcio, pubblicato da Electronic Arts il 27 settembre 2016 in Nord America ed il 29 settembre in Europa. Il gioco è disponibile per PlayStation 3, PlayStation 4, Xbox 360, Xbox One (con Kinect), PC. Si tratta del 24º titolo della celebre serie. Il giocatore in copertina è Marco Reus

## Descrizione e novità
In questo titolo ci sono diverse novità: in primis il passaggio al nuovo motore grafico Frostbite Engine, con movimenti migliorati e un realismo molto elevato. Da questa edizione è presente una nuova modalità, Il viaggio (in inglese "The Journey"), in cui è possibile affrontare una carriera con un giocatore denominato Alex Hunter nella massima serie inglese. Inoltre sono stati apportati miglioramenti in molte altre modalità, compreso il gioco online. Sono state modificate l'esecuzione di rimesse laterali e tutti i calci piazzati, in modo da renderle più semplici.
Migliorate anche l'intelligenza artificiale, il gioco fisico ed il controllo del pallone (che risulta più difficile a causa della fisicità del gioco della squadra avversaria, in modo che il possesso palla diventi più combattuto, in tutte le zone del campo). Tra i vari campionati presenti nel gioco sono stati aggiunti il campionato e la coppa nazionale ufficiale del Giappone e aggiornate molte licenze di vari club. Grande novità di questa edizione è la presenza in panchina degli allenatori, i quali hanno i volti reali (sono presenti solo gli allenatori della Premier League, di cui FIFA possiede i diritti ufficiali su tutte le società). È  inoltre possibile creare un allenatore personalizzato anche in modalità carriera.

## The Journey-Il viaggio
Questa nuova modalità, presente solo per le console di ultima generazione PlayStation 4 e Xbox One e PC è in New-Gen, ovvero sfrutta tutta la potenzialità grafica delle piattaforme, da questo fatto sono nate varie lamentele da parte dei clienti contro la Electronic Arts e contro alcuni venditori, per la loro mancata trasparenza riguardo a questa carenza delle versioni old-gen.
Il viaggio presenta la storia di Alex Hunter, un giovane ragazzo londinese con una passione per il calcio ereditata dal nonno (Jim Hunter) e dal padre, entrambi ex-giocatori. Nonostante questo il padre è molto distante e pronto a criticarlo sempre, per poi allontanarsi dopo il divorzio dalla madre. Alex però continuerà, per poi diventare un vero e proprio calciatore. Farà un provino e potrà diventare calciatore professionista. Bisognerà guidarlo nella sua carriera fino a farlo diventare una stella, ma si può anche fallire nell'impresa.
Il 2 novembre è stato annunciato che verranno aggiunti i doppiaggi in lingua italiana, francese, spagnolo, tedesco e messicana. Sarà disponibile in un aggiornamento per l'autunno 2016.

## Campionati
La dicitura in grassetto indica il possesso della licenza.
- A-League
- Airtricity League
- ALJ League
- Allsvenskan
- Premier League
- FL Championship
- Football League 1
- Football League 2
- Bundesliga
- Bundesliga
- 2.Bundesliga
- Campeonato Brasileiro Série A[2]
- Ekstraklasa
- Eredivisie
- Jupiler League
- J1 League
- K-League
- Liga Bancomer MX
- La Liga
- Liga Adelante
- Primeira Liga[3]
- Liga Aguila
- Ligue 1
- Ligue 2
- Major League Soccer
- Primera División
- Primera División[4]
- Raiffeisen Super League
- Russian League
- Scottish Premiership
- Calcio A[5] (Il campionato di Serie A ma senza diritti)
- Calcio B[6] (Il campionato di Serie B ma senza diritti)
- Süper Lig
- Superliga
- Tippeligaen

### Resto del mondo
I club presenti nella sezione "Resto del Mondo" sono
- Olympiacos
- Panathīnaïkos
- PAOK
- HJK
- Šachtar
- Vasco da Gama
- Goiás
- Criciúma
- Joinville
- Avaí
- Kaizer Chiefs
- Orlando Pirates
- Classic XI
- World XI
- MLS All-Stars 1
- Adidas All-Stars 1

In grassetto le squadre presenti per la prima volta

1 = da sbloccare online

## Nazionali
A differenza dei precedenti capitoli non sono presenti le nazionali di Corea del Sud e Nuova Zelanda, mentre tutte le altre sono confermate.

### Europa
- Austria
- Belgio
- Bulgaria
- Danimarca
- Finlandia
- Francia
- Galles
- Germania
- Grecia
- Inghilterra
- Irlanda
- Irlanda del Nord
- Italia
- Norvegia
- Paesi Bassi
- Polonia
- Portogallo
- Repubblica Ceca
- Romania
- Russia
- Scozia
- Slovenia
- Spagna
- Svezia
- Svizzera
- Turchia
- Ungheria

### Sudamerica
- Argentina
- Bolivia
- Brasile
- Cile
- Colombia
- Ecuador
- Paraguay
- Perù
- Uruguay
- Venezuela

### America Centro-Nord
- Canada
- Messico
- Stati Uniti

### Africa
- Camerun
- Costa d'Avorio
- Egitto
- Sudafrica

### Asia
- Australia
- Cina
- India

### Nazionali femminili
- Australia
- Brasile
- Canada
- Cina
- Francia
- Germania
- Inghilterra
- Italia
- Messico
- Norvegia
- Paesi Bassi
- Spagna
- Stati Uniti
- Svezia

## Stadi
In FIFA 17 saranno presenti tutti gli stadi di FIFA 16 ad eccezione del Camp Nou (licenza con PES 2017), dello Stade de Gerland del Lione e del Boleyn Ground vecchio stadio del West Ham. Dal precedente capitolo si sono aggiunti tre nuovi stadi, essi sono: l'Olympic Stadium, nuovo stadio del West Ham, il Riverside Stadium del Middlesbrough e il Suita City Football Stadium del Gamba Osaka.
La dicitura in grassetto indica i nuovi stadi presenti nel gioco.
| #  | Stadio                      | Nome Reale                      | Luogo                     | Squadra                        |
| -- | --------------------------- | ------------------------------- | ------------------------- | ------------------------------ |
| 1  | Allianz Arena               | Allianz Arena                   | Germania (bandiera)       | Bayern Monaco e Monaco 1860    |
| 2  | Volksparkstadion            | Volksparkstadion                | Germania (bandiera)       | Amburgo                        |
| 3  | Olympiastadion              | Olympiastadion                  | Germania (bandiera)       | Germania e Hertha Berlino      |
| 4  | Signal Iduna Park           | Signal Iduna Park               | Germania (bandiera)       | Borussia Dortmund              |
| 5  | Veltins Arena               | Veltins Arena                   | Germania (bandiera)       | Schalke 04                     |
| 6  | Borussia-Park               | Borussia-Park                   | Germania (bandiera)       | Borussia M'gladbach            |
| 7  | Anfield                     | Anfield                         | Inghilterra (bandiera)    | Liverpool                      |
| 8  | Emirates Stadium            | Emirates Stadium                | Inghilterra (bandiera)    | Arsenal                        |
| 9  | Old Trafford                | Old Trafford                    | Inghilterra (bandiera)    | Manchester Utd                 |
| 10 | St James' Park              | St James' Park                  | Inghilterra (bandiera)    | Newcastle Utd                  |
| 11 | Stamford Bridge             | Stamford Bridge                 | Inghilterra (bandiera)    | Chelsea                        |
| 12 | Goodison Park               | Goodison Park                   | Inghilterra (bandiera)    | Everton                        |
| 13 | White Hart Lane             | White Hart Lane                 | Inghilterra (bandiera)    | Tottenham                      |
| 14 | Britannia Stadium           | Britannia Stadium               | Inghilterra (bandiera)    | Stoke City                     |
| 15 | Olympic Stadium             | Olympic Stadium                 | Inghilterra (bandiera)    | West Ham Utd                   |
| 16 | Carrow Road                 | Carrow Road                     | Inghilterra (bandiera)    | Norwich City                   |
| 17 | Vitality Stadium            | Vitality Stadium                | Inghilterra (bandiera)    | Bournemouth                    |
| 18 | Riverside Stadium           | Riverside Stadium               | Inghilterra (bandiera)    | Middlesbrough                  |
| 19 | King Power Stadium          | King Power Stadium              | Inghilterra (bandiera)    | Leicester City                 |
| 20 | Liberty Stadium             | Liberty Stadium                 | Galles (bandiera)         | Swansea City                   |
| 21 | Selhurst Park               | Selhurst Park                   | Inghilterra (bandiera)    | Crystal Palace                 |
| 22 | St Mary's Stadium           | St Mary's Stadium               | Inghilterra (bandiera)    | Southampton                    |
| 23 | Stadium of Light            | Stadium of Light                | Inghilterra (bandiera)    | Sunderland                     |
| 24 | The Hawthorns               | The Hawthorns                   | Inghilterra (bandiera)    | West Bromwich                  |
| 25 | Vicarage Road               | Vicarage Road                   | Inghilterra (bandiera)    | Watford                        |
| 26 | Etihad Stadium              | Etihad Stadium                  | Inghilterra (bandiera)    | Manchester City                |
| 27 | Villa Park                  | Villa Park                      | Inghilterra (bandiera)    | Aston Villa                    |
| 28 | Loftus Road                 | Loftus Road                     | Inghilterra (bandiera)    | QPR                            |
| 29 | The KC Stadium              | The KC Stadium                  | Inghilterra (bandiera)    | Hull City                      |
| 30 | Turf Moore                  | Turf Moore                      | Inghilterra (bandiera)    | Burnley                        |
| 31 | Fratton Park                | Fratton Park                    | Inghilterra (bandiera)    | Portsmouth                     |
| 32 | Wembley                     | Wembley                         | Inghilterra (bandiera)    | Inghilterra                    |
| 33 | Santiago Bernabéu           | Santiago Bernabéu               | Spagna (bandiera)         | Real Madrid                    |
| 34 | Mestalla                    | Mestalla                        | Spagna (bandiera)         | Valencia                       |
| 35 | Vicente Calderón            | Vicente Calderón                | Spagna (bandiera)         | Atlético Madrid                |
| 36 | Juventus Stadium            | Juventus Stadium                | Italia (bandiera)         | Juventus                       |
| 37 | San Siro                    | San Siro                        | Italia (bandiera)         | Milan e Inter                  |
| 38 | Stadio Olimpico             | Stadio Olimpico                 | Italia (bandiera)         | Roma, Lazio e Italia           |
| 39 | Parc des Princes            | Parc des Princes                | Francia (bandiera)        | Paris Saint-Germain e Francia  |
| 40 | Stade Vélodrome             | Stade Vélodrome                 | Francia (bandiera)        | Olympique Marsiglia            |
| 41 | BC Place Stadium            | BC Place Stadium                | Canada (bandiera)         | Vancouver Whitecaps            |
| 42 | CenturyLink Field           | CenturyLink Field               | Stati Uniti (bandiera)    | Seattle Sounders               |
| 43 | Azteca                      | Azteca                          | Messico (bandiera)        | América e Messico              |
| 44 | Amsterdam Arena             | Amsterdam Arena                 | Paesi Bassi (bandiera)    | Ajax e Paesi Bassi             |
| 45 | La Bombonera                | La Bombonera                    | Argentina (bandiera)      | Boca Juniors                   |
| 46 | El Monumental               | El Monumental                   | Argentina (bandiera)      | River Plate e Argentina        |
| 47 | King Fahd Stadium           | King Fahd International Stadium | Arabia Saudita (bandiera) | Al-Hilal, Al-Shabab e Al-Nassr |
| 48 | King Abdullah Stadium       | King Abdullah Sports City       | Arabia Saudita (bandiera) | Al-Ittihad e Al-Ahli           |
| 49 | Donbass Arena               | Donbass Arena                   | Ucraina (bandiera)        | Šachtar                        |
| 50 | Suita City Football Stadium | Suita City Football Stadium     | Giappone (bandiera)       | Gamba Osaka                    |

Stadi Generici
- Al Jayeed Stadium
- Aloha Park
- Arena d'Oro
- Arena del Centenario
- Court Lane
- Crown Lane
- Eastpoint Arena
- El Grandioso
- El Libertador
- Estadio El Medio
- Estadio Presidente G.Lopes
- Estadio de las Artes
- Euro Park
- Forest Park Stadium
- Ivy Lane
- Molton Road
- Sanderson Park
- Stade Municipal
- Stadio Classico
- Stadion 23. Maj
- Stadion Europa
- Stadion Hanguk
- Stadion Neder
- Stadion Olympik
- Town Park
- Union Park Stadium
- Waldstadion

## Colonna sonora
- $uicideboy$ - My Flaws Burn Through My Skin Like Demonic Flames from Hell
- Balkan Beat Box - I Trusted U
- Barns Courtney - Hobo Rocket
- Bastille - Send Them Off!
- Bayonne - Appeals
- Beaty Heart - Slide To The Side
- Beck - Up All Night
- Bishop Briggs - Be Your Love
- Bob Moses - Tearing Me Up
- Bring Me the Horizon - Happy Song
- Capital Cities - Vowels
- Catfish And The Bottlemen - Postpone
- Ceci Bastida feat. Aloe Blacc - Un Sueño
- Compass: Mexican Institute Of Sound + Toy Selectah feat. Rob Birch, Kool A.D., Emicida, Maluca - Explotar
- Death Grips - Spikes
- Declan McKenna - Isombard
- Depeche Mode - Where's the Revolution
- Digitalism - Shangri-La
- DMA's - Play It Out
- Empire of the Sun - High And Low
- Formation - Pleasure
- Glass Animals - Youth
- Gojira - Silvera
- Grouplove - Don’t Stop Making It Happen
- HUNTAR - Anyway
- Jack Garratt - Surprise Yourself
- Jagwar Ma - O B 1
- KAMAU feat. No Wyld - Jusfayu
- Kasabian - Comeback Kid
- Kodaline - Moving On
- Kygo feat. Mark Williams - Raging
- Lemaitre feat. The Knocks - We Got U

- Lewis Del Mar - Painting (Masterpiece)
- Lola Coca - Love Songs
- LOYAL - Moving As One
- Lucius - Almighty Gosh
- NGOD - Blue
- Oliver feat. Scott Mellis - Electrify
- Paper Route - Chariots
- Paul Kalkbrenner - (Let Me Hear You) Scream
- Phantogram - Same Ol Blues
- Porter Robinson & Madeon - Shelter
- Rocco Hunt - Sto bene così
- SAFIA - Bye Bye
- Saint Motel - Move
- Skott - Porcelain
- Society - Protocol
- Sofi Tukker - Johny
- Souls - Satisfied
- Spring King - Who Are You?
- ST feat. Marta Kot - Vera i Nadezhda (WIN)
- Systema Solar - Rumbera
- Tourist - Run
- Two Door Cinema Club - Are We Ready? (Wreck)
- Wage War - The River
- Zedd & Grey - Adrenaline
- Zhu - Money

## Copertina
Marco Reus, Eden Hazard, James Rodríguez e Anthony Martial sono stati annunciati come ambasciatori ufficiali del gioco. Dopo una votazione globale condotta dalla EA Sports, Reus venne scelto per apparire sulla copertina del videogioco.